# Эндотелиальная синтаза оксида азота
Эндотелиальная синтаза оксида азота (eNOS) — одна из NO-синтаз человека, кодируемая геном NOS3 на 7-й хромосоме. Фермент eNOS и ген NOS3 были описаны в 1992-1993 годах.
Синтезируя NO в кровеносных сосудах, NOS3 влияет на их работу.